# Dragon Ball: Raging Blast 2
Dragon Ball: Raging Blast 2 (ドラゴンボール レイジングブラスト2 Doragon Bōru Reijingu Burasuto Tzū?) es un videojuego basado en el manga y anime Dragon Ball y es el que sigue el juego de 2009 Dragon Ball: Raging Blast. Es desarrollado por Spike y publicado por Namco Bandai para las consolas de PlayStation 3 y Xbox 360 en todo Norteamérica, mientras que en cualquier otra parte que sería publicada bajo la etiqueta Bandai. Fue lanzado en noviembre de 2010.
El juego es un combate en 3D que permite a los jugadores jugar como personajes dentro del Dragon Ball Universe, ya sea en contra del juego IA u otro jugador en uno de los distintos modos de juego tanto en línea como offline.

## Jugabilidad
De acuerdo con Namco Bandai, el juego tendrá un enfoque muy similar a la de su predecesor Dragon Ball: Raging Blast con entornos destructibles, y los ataques característicos de los personajes, así como sus transformaciones que volverán a ser fieles a la serie. Entre los aspectos mejorados se encuentran "Los ataques Pursuit", que permitirá a los jugadores iniciar cadenas de ataques combinados, el malabarismo del oponente con una serie de ataques devastadores en todo el entorno. Además, Raging Blast 2 lucirá la nueva característica Soul Rage System que permite a los personajes llegar a un estado especial, con el consiguiente aumento de sus habilidades de combate al máximo nivel. El juego posee un total de 100 personajes jugables (contando transformaciones), de los cuales 27 son nuevos en la saga Raging Blast y 6 nuevos a cualquier videojuego Dragon Ball, nuevos modos y otros efectos ambientales, como rayos debidos al aumento de energía de los personajes. Namco Bandai Games America ha anunciado que Raging Blast 2 tendrá un modo que sustituye al historia llamada "Galaxy MODE", en el cual debemos superar una serie de pruebas en los combates. Lo más destacable es que los personajes tienen un propio catálogo de combos.

## Desarrollo del juego
El juego fue anunciado por primera vez 3 de mayo cuestión de Weekly Shonen Jump. El anuncio puso de manifiesto que el juego podría incluir hasta 90 personajes jugables en total y efectos visuales mejorados. Imágenes en el anuncio aparece varias capturas de pantalla y la producción que las modelos pulidos carácter de Goku, Vegeta y Freeza peleando en la Tierra y Namek, respectivamente. También se reveló que el juego sería lanzado para la PlayStation 3 y Xbox 360 de ese mismo año. El 11 de mayo, Namco Bandai America anunció que Dragon Ball Ragin Blast 2 tendrá batalla por equipos como los de la serie Dragon Ball Z: Budokai Tenkaichi. A principios de junio, un demo del juego fue presentado en el E3 como demostración.
El 14 de junio en Weekly Shonen Jump reveló que Dabura y los villanos de la película de Turles y Janemba serían personajes jugables. En la edición de julio de V Jump se reveló que el Gohan del futuro, Pikkon y Nail serían personajes jugables. También aparece una captura de Gohan del futuro en Super Saiyan peleando contra # 17. Dar la posibilidad de que la historia de la película Dragon Ball Z: La Historia de Trunks y Trunks: The Story podrían aparecer en el juego. El 21 de julio, la comunidad oficial de Goku aparece en una entrevista exclusiva con Ryo Mito, quien confirmó algunos detalles que ya había sido hecho en público. También se incluyen ocho nuevas capturas de pantalla con Piccolo luchando contra Super Buu, Trunks en Super Saiyan en su batalla contra androide#17, y Gohan Super Saiyan 2 luchando contra la Cell. El 22 de julio, más capturas de pantalla de juego se hizo en público y puso de manifiesto que la transformación Super Saiyan 3 de Vegeta y Broly iban a volver. Lo siguiente de la Shonen Jump también confirmó su regreso. El 9 de agosto el tema de la Shonen Jump puso de manifiesto que el juego se incluyen seis personajes que nunca han aparecido en un juego de Dragon Ball, y que el juego incluirá un remake de la OVA de 1993 Saiyan Zetsumetsu Keikaku (サイヤ人絶滅計画 Saiyajin Zetsumetsu Keikaku, (el Plan para la Eliminación de los Saiyans) que sería retitulado como Super Saiyan Zetsumetsu Keikaku. Una característica que originalmente era una guía de estrategia visual para la consola Famicom del mismo nombre y fue a su vez, hizo dos juegos de vídeo para la Playdia. Se incluyeron las hojas de diseño para Goku y principal villano Dr. Raichi que indica que el remake que el uso actual hasta la fecha y los métodos de animación que cuentan con cerca de treinta minutos de nuevas imágenes. También reveló la fecha de lanzamiento en Japón el 11 de noviembre. Poco después, los Namco Bandai publicó un comunicado de prensa confirmando función de la inclusión en el juego. Al día siguiente de Namco Bandai estadounidense anunció que el característica se incluye en la región de la liberación del juego Dragon Ball: Plan to Eradicate the Super Saiyans. Al mismo tiempo, la europea anunció la inclusión de la Featurette en su lanzamiento del juego. Los siguientes cuestiones de la Shonen Jump, unos días más tarde, reveló que el Hatchyack sería un personaje jugable en el juego. En septiembre se informó de que de que Europa también se consigue colección una edición del juego que incluirá un pop-up de manga, una animación láser cel y códigos para desbloquear trajes extra que, a su vez, añadir nuevas capacidades para caracteres específicos. En el siguiente 20 de septiembre de Shonen Jump se reveló que el del juego viene empaquetado con un booklette llena de color con el diseño de hojas de personaje del Plan de Erradicación de la Super Saiyans. También se reveló que el juego contaría con otra introducción de CG con otro tema nuevo Jpop cantante Hironobu Kageyama titulado "Battle of Omega" Hironobu Kageyama titled "Battle of Omega".En la versión europea del juego,se cambió por el tema de apertura del Budokai Tenkaichi 2 El 6 de octubre, Namco Bandai lanzó un aviso de que el juego estaba casi terminado para ambas consolas. La semana siguiente, un demo del juego se puso a disposición en el Xbox Live Marketplace, y se puso a disposición en la PlayStation Network después de dos semanas. Poco después, Namco Bandai también anunció que el juego sería lanzado en Norteamérica el 2 de noviembre. La compañía anunció que el juego estará en las tiendas después de la fecha de lanzamiento oficial.

## Personajes del juego
| Personajes seleccionables | Personajes seleccionables | Personajes seleccionables | Personajes seleccionables  | Personajes seleccionables  | Personajes seleccionables  |
| Personajes de Raging Blast | Personajes de Raging Blast | Personajes de Raging Blast | Personajes de Raging Blast | Personajes de Raging Blast | Personajes de Raging Blast |
| --- | --- | --- | -------------------------- | -------------------------- | -------------------------- |
| - Androide #16 - Androide #17 - Androide #18 - Androide #19 - Bardock - Broly (Base, SSJ, SSJ Legendario) - Broly SSJ 3 - Burter - Cell (1ª forma, 2ª forma, Completo y Perfecto) - Chaozu - Dodoria - Dr. Gero - Freeza (Forma 1, Forma 2, Forma 3, Forma Final y Forma Final 100% poder) - Gogeta - Gotenks (Base, SSJ, SSJ3) | - Ginyū - Guldo - Jeice - Krilin - Majin Boo - Majin Boo malo (Base, Gotenks absorbido y Gohan absorbido) - Majin Boo pequeño - Majin Vegeta - Nappa - Piccolo - Raditz - Recoome - Son Gohan niño - Son Gohan (Base, SSJ y SSJ2) | - Son Gohan adulto (Base, SSJ y SSJ2) - Son Gokū (Base, SSJ, SSJ2 y SSJ3) - Son Goten (Base, SSJ) - Ten Shin Han - Trunks con espada (Base y SSJ) - Trunks con armadura (Base, SSJ y Super Trunks) - Trunks niño (Base, SSJ) - Videl - Vegeta (Base, SSJ, Super Vegeta y SSJ2) - Vegeta con rastreador - Vegeta SSJ 3 - Vegetto (Base, Super Vegetto) - Yamcha - Zarbon (Base, Super Zarbon) |                            |                            |                            |
| Nuevos personajes | | |                            |                            |                            |
| - Androide #13 (Base, fusión) - Androide #14 - Androide #15 - Boujack (Base, Full Power) - Cell Jr. - Coola (Base, Transformación) - Dabra - Dore | - Hatchyack - Janemba (Super Janemba) - Kwi - Paikuhan - Mecha Freeza - Metal Coola - Nail - Naise | - Saibaiman - Son Gohan definitivo - Son Gohan del futuro (Base, SSJ) - Tarble - Salza - Tullece - Zangya |                            |                            |                            |

## Recepción
| Crítico    | Puntuación |
| ---------- | ---------- |
| GameSpot   | 5.5/10     |
| GamesRadar | 5.6        |
| IGN        | 5.2/10     |
| Metacritic | 58%        |

## Crítica
Muchas revistas y sitios web de análisis de videojuegos confirman un puntaje promedio de 7,0. Es decir, admiran los gráficos, su jugabilidad y el tiempo de carga fugaz del juego. Sin embargo, dado que en este videojuego no tiene Modo Historia, fue muy criticado en ese punto. Además fue duramente criticado también por lo simple de su estilo de lucha y su repetitivo control de la IA. Sin embargo, lo criticaron positivamente debido a que excede los límites de su antecesor Dragon Ball: Raging Blast.